# Siparuna decipiens
El palo bachaco, karekarero, hierba de pasmo, chucho, limoncillo, bizcocho, capitiú o wamao (Siparuna decipiens) es un arbusto fragante de la familia Siparunaceae.

## Descripción
El tronco alcanza una altura entre 4 m y 12 m y un diámetro de 15 cm. Las hojas son simples, opuestas, de ovadas a oblongas o elípticas, con ápice de agudo a acuminado y con las nervaduras marcadas en el envés; miden 10 a 20 cm de longitud por 5,5 a 9 cm de anchura y los pecíolos 3 cm de largo. Las inflorescencias son axilares de 4 a 6 cm de longitud, en racimo con escapo corto y grueso con pocas flores con tépalos oliváceos, anteras rosado verdoso, estilo estima negruzco, ovario rojizo a violeta obscuro y 4 a 6 estambres. Los frutos son drupáceos.

## Propiedades
Es usado por la medicina tradicional indígena. Las hojas en forma de emplasto se utilizan para aliviar la picaduras de la hormiga  isula, yanabe o conga (Paraponera clavata), y en general como antipirético y analgésico.

## Taxonomía
Siparuna decipiens fue descrita por Tul.) A.DC. y publicado en Prodromus Systematis Naturalis Regni Vegetabilis 16(2): 643, en el año 1868.
Sinonimia
- Citrosma decipiens Tul.
- Conuleum guyannense Rich. ex A.Rich.
- Siparuna lepidantha Perkins[6]